# Koto Inuman
Koto Inuman is een bestuurslaag in het regentschap Kuantan Singingi van de provincie Riau, Indonesië. Koto Inuman telt 2341 inwoners (volkstelling 2010).